# Psyllaephagus marianus
Psyllaephagus marianus är en stekelart som beskrevs av Hoffer 1970. Psyllaephagus marianus ingår i släktet Psyllaephagus och familjen sköldlussteklar.
Artens utbredningsområde är Bulgarien. Inga underarter finns listade i Catalogue of Life.